# Франциск Ксав'єр
Франци́ск Ксав'є́р (лат. Franciscus Xaverius, (7 квітня 1506 , Хав'єр, Наваррське королівство  — 3 грудня 1552 , Шанчуань, імперія Мін )) — наваррський католицький священник-єзуїт, місіонер, мандрівник, письменник, святий. Співзасновник Товариства Ісуса. Представник наваррського роду Хассо. Народився у Хав'єрі (Шав'єрі), Наварра. Син мажордома Наварського королівства. Внаслідок кастильського вторгнення покинув батьківщину, жив у Франції. Навчався у Паризькому університеті. Був побратимом Ігнатія Лойоли. Разом із однодумцями прийняв обітниці бідності й цноти на паризькому Монмартрі, що дало початок Ордену єзуїтів (1534). Під патронатом португальського престолу вирушив до Азії, де проповідував у португальських колоніях та сусідніх землях — Індії, Борнео, Молуці. Став першим християнським місіонером, що прибув до Японії. Намагався розпочати євангелізацію Китаю, але передчасно помер на острові Шанчуань у китайській провінції Гуаньдун. Похований у Гоа, Індія. Беатифікований папою Павлом V 25 жовтня 1619 року. Канонізований папою Григорієм XV 12 березня 1622 року. Проголошений святим покровителем Наварри (1624) та місіонерів (1927). День вшанування — 3 грудня (день Наварри). Патрон Іспанії, Португалії, Індії, Японії, єзуїтів. Прізвиська — апостол Індій, апостол Японії.

## Імена
- Франсі́ско де Ха́ссо (ісп. Francisco de Jasso, МФА: [fɾãn.ˈsis.ko ðe ˈxas.so][10]) — за прізвищем батька.
- Франсі́ско де Ха́ссо-Аспілікве́та (ісп. Francisco de Jasso y Azpilicueta, МФА: [fɾãn.ˈsis.ko ðe ˈxas.so і as.pi.li.ˈkwɛ.ta][10]) — за прізвищами батька і матері.
- Франсі́ско Хав'є́р (ісп. Francisco Javier, МФА: [fɾãn.ˈsis.ko xa.ˈβjɛɾ][10]), або Франсі́ско Хав'є́рський (ісп. Francisco de Javier) — за назвою родового замку.
- Франсі́шку Шавіє́р (порт. Francisco Xavier, МФА: [fɾɐ̃.ˈsiʃ.ku ʃɐ.vi.ˈeɾ][11]) — у португальських джерелах.
- Франціско Шаб'єр (баск. Frantzisko Xabierkoa)
- Франциск Ксаверій (лат. Franciscus Xaverius)

## Біографія
Франциск Ксав'єр, згідно з родинним реєстром, народився 7 квітня 1506 року поблизу Санґуеса та Памплони в аристократичній сім'ї королівства Наварра (Іспанія). Був наймолодшим сином Хуана де Хассо, приватного радника Короля Івана ІІІ Наваррського (Жан д'Альберт), та Марії де Азпількуета: отже Ксав'єр — єдиний спадкоємець двох шляхетних наваррських родин.
У 1512 році багато фортець було зруйновано, включно з родинним замком — і землю конфісковано. Батько Франциска помер в 1515 році.
Франциск Ксав'єр за походженням був іспанцем, із Наварри, баскська мова була для нього рідною; додатково вільно володів, звичайно, іспанською, а також латиною, французькою й португальською; частково теж азійськими мовами — японською і гінді.
У 19-річному віці Франциск Ксав'єр поїхав учитися в Паризький університет, де отримав звання магістра лісанс ез'арт у 1530 році. Там ж він продовжив богословські студії та познайомився з Ігнатієм Лойолою.
Ксав'єр, Лойола, та п'ять інших заснували Товариство Ісуса 15 квітня 1534 року, склавши обітниці убожества і доброчесності на місці у нинішньому районі Монмартр в Парижі. Франциск Ксав'єр і його друзі поїхали в Італію отримуюти дозвіл від Папи на заснування ордену званого Товариство Ісуса — чи Єзуїтів, як їх пізніш називали.

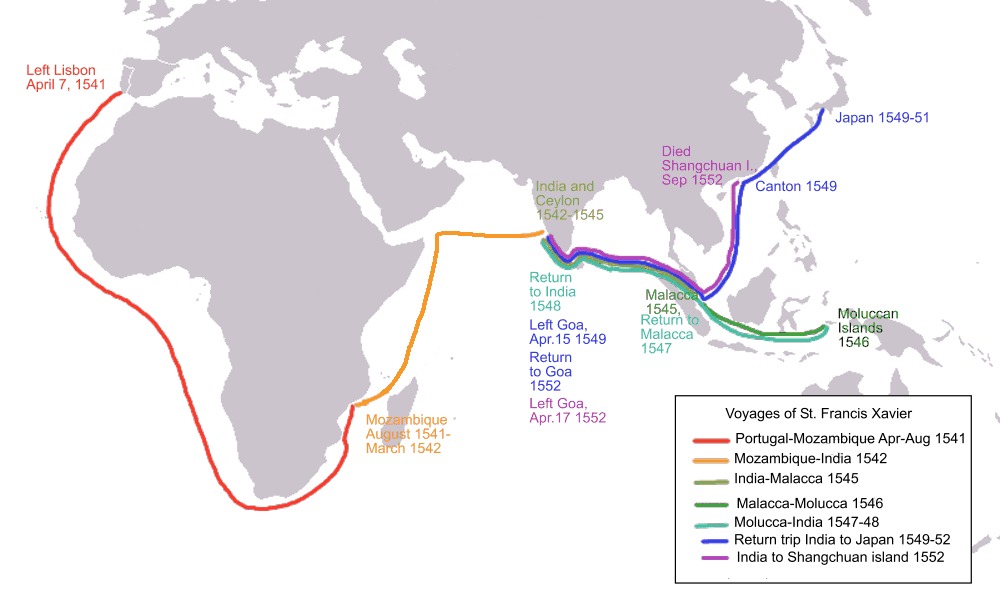
Мапа місіонерських подорожей Cв. Франциска Ксав'єра

Робота Ксав'єра дала початок тривалій зміні у східній Індонезії, де протягом 1546–1547 років він працював у регіоні Малакки серед народів островів Амбон, Тернате, і Моротаї (чи Моро) — і заклав основи для постійної місії. Він продовжував місіонерську діяльність в Японії; покинувши Малакку, інші продовжили його роботу: в 1560-х роках у регіоні було 10 тис. християн, головним чином на острові Амбон, а в 1590-х роках — уже було 50–60 тис. християн.

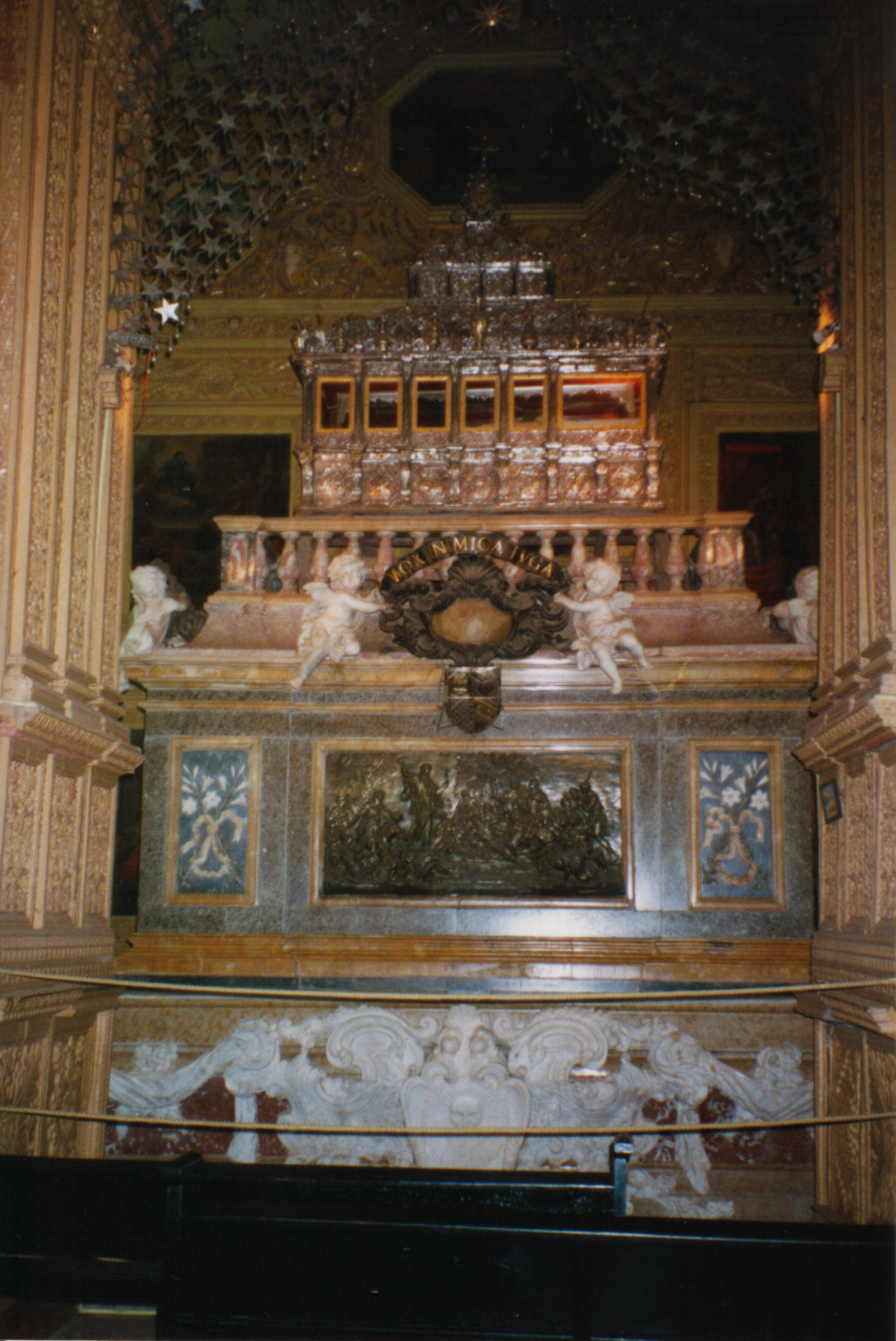
Каскет з мощами Св. Франциска Ксав'єра в м. Гоа (Індія), де він жив і служив

21 листопада 1552 року на острові Шанчуаньдао (Китай) Ксав'єр зомлів після служіння святої літургії. Помер Ксав'єр 3 грудня 1552 року, на 46-му році життя, таки не досягнувши материкового Китаю.
Спочатку його було поховано на пляжі острова Шанчуаньдао, а в лютому 1553 року нетлінне тіло забрано з острова і тимчасово поховано в церкві Святого Павла в Малацці 22 березня 1553 року: відкрита могила у церкві нині позначає первісне місце поховання Ксав'єра. Перейра повернувшись з Гоа, вийняв тіло 15 квітня 1553 року — і переніс до свого дому.
11 грудня 1553 року тіло Ксав'єра відправили кораблем до Гоа (Індія): нині тіло — у Базиліці Бома Ісуса в Гоа, з 2 грудня 1637 року в скляному контейнері прикрашеному сріблом.
Права рука, якою Ксав'єр благословляв і хрестив новонавернених, була відокремлена генералом Клаудіо Аквавіва у 1614 році: відтоді зберігається вона у срібному релікварію в головній єзуїтській церкві у Римі — Іль Джезу (Італія) для публічного шанування.
Багато вірять, що Франциск Ксав'єр був святим, який приніс християнську віру до Азії.
Франциск Ксав'єр звичайно відомий як «Святий Франциск Ксав'єр», «Святий Патрон Сходу». До нього моляться і шанують його, як прямого представника Ісуса Христа (мощі святого, які після смерті в Китаї були віднайденими нетлінними, зберігаються в церкві міста Гоа в Індії і шануються понині). Численні лікарні, школи, та інші заклади в Індії названі на його честь.

## У культурі
- Зображений на Пам'ятнику великим географічним відкриттям у Лісабоні.

## Патрон
- Португалія: Сетубал